# فهرست تک‌آهنگ‌های رتبه اول ۱۰۰ آهنگ داغ بیلبورد (۲۰۱۲)
این صفحه فهرست ترانه‌هایی است که در چارت ۱۰۰ آهنگ داغ بیلبورد حداقل یک هفته اول بوده‌اند.
| تاریخ      | ترانه                           | هنرمندان                   | منابع  |
| ---------- | ------------------------------- | -------------------------- | ------ |
| ۷ ژانویه   | "من سکسی هستم و خودم می‌دانم"    | ال‌ام‌اف‌ای‌او                 | [ ۱ ]  |
| ۱۴ ژانویه  | "من سکسی هستم و خودم می‌دانم"    | ال‌ام‌اف‌ای‌او                 | [ ۲ ]  |
| ۲۱ ژانویه  | "ما عشق پیدا کردیم"             | ریانا همراه با کالوین هریس | [ ۳ ]  |
| ۲۸ ژانویه  | "ما عشق پیدا کردیم"             | ریانا همراه با کالوین هریس | [ ۴ ]  |
| ۴ فوریه    | "باران را به آتش کشاندن"        | ادل                        | [ ۵ ]  |
| ۱۱ فوریه   | "باران را به آتش کشاندن"        | ادل                        | [ ۶ ]  |
| ۱۸ فوریه   | "قوی‌تر (چیزی که تو را نکشد)"    | کلی کلارکسون               | [ ۷ ]  |
| ۲۵ فوریه   | "قوی‌تر (چیزی که تو را نکشد)"    | کلی کلارکسون               | [ ۸ ]  |
| ۳ مارس     | "بخشی از من"                    | کیتی پری                   | [ ۹ ]  |
| ۱۰ مارس    | "قوی‌تر (چیزی که تو را نکشد)"    | کلی کلارکسون               | [ ۱۰ ] |
| ۱۷ مارس    | "ما جوانیم"                     | فان همراه جنل مونی         | [ ۱۱ ] |
| ۲۴ مارس    | "ما جوانیم"                     | فان همراه جنل مونی         | [ ۱۲ ] |
| ۳۱ مارس    | "ما جوانیم"                     | فان همراه جنل مونی         | [ ۱۳ ] |
| ۷ آوریل    | "ما جوانیم"                     | فان همراه جنل مونی         | [ ۱۴ ] |
| ۱۴ آوریل   | "ما جوانیم"                     | فان همراه جنل مونی         | [ ۱۵ ] |
| ۲۱ آوریل   | "ما جوانیم"                     | فان همراه جنل مونی         | [ ۱۶ ] |
| ۲۸ آوریل   | "کسی که می‌شناختم"               | گوتیه همراه کیمبرا         | [ ۱۷ ] |
| ۵ مه       | "کسی که می‌شناختم"               | گوتیه همراه کیمبرا         | [ ۱۸ ] |
| ۱۲ مه      | "کسی که می‌شناختم"               | گوتیه همراه کیمبرا         | [ ۱۹ ] |
| ۱۹ مه      | "کسی که می‌شناختم"               | گوتیه همراه کیمبرا         | [ ۲۰ ] |
| ۲۶ مه      | "کسی که می‌شناختم"               | گوتیه همراه کیمبرا         | [ ۲۱ ] |
| ۲ ژوئن     | "کسی که می‌شناختم"               | گوتیه همراه کیمبرا         | [ ۲۲ ] |
| ۹ ژوئن     | "کسی که می‌شناختم"               | گوتیه همراه کیمبرا         | [ ۲۳ ] |
| ۱۶ ژوئن    | "کسی که می‌شناختم"               | گوتیه همراه کیمبرا         | [ ۲۴ ] |
| ۲۳ ژوئن    | "به من شاید زنگ بزن"            | کارلی جپسن                 | [ ۲۵ ] |
| ۳۰ ژوئن    | "به من شاید زنگ بزن"            | کارلی جپسن                 | [ ۲۶ ] |
| ۷ ژوئیه    | "به من شاید زنگ بزن"            | کارلی جپسن                 | [ ۲۷ ] |
| ۱۴ ژوئیه   | "به من شاید زنگ بزن"            | کارلی جپسن                 | [ ۲۸ ] |
| ۲۱ ژوئیه   | "به من شاید زنگ بزن"            | کارلی جپسن                 | [ ۲۹ ] |
| ۲۸ ژوئیه   | "به من شاید زنگ بزن"            | کارلی جپسن                 | [ ۳۰ ] |
| ۴ اوت      | "به من شاید زنگ بزن"            | کارلی جپسن                 | [ ۳۱ ] |
| ۱۱ اوت     | "به من شاید زنگ بزن"            | کارلی جپسن                 | [ ۳۲ ] |
| ۱۸ اوت     | "به من شاید زنگ بزن"            | کارلی جپسن                 | [ ۳۳ ] |
| ۲۵ اوت     | "سوت"                           | فلو رایدا                  | [ ۳۴ ] |
| ۱ سپتامبر  | "ما هرگز به یکدیگر بازنمی‌گردیم" | تیلور سوئیفت               | [ ۳۵ ] |
| ۸ سپتامبر  | "ما هرگز به یکدیگر بازنمی‌گردیم" | تیلور سوئیفت               | [ ۳۶ ] |
| ۱۵ سپتامبر | "سوت"                           | فلو رایدا                  | [ ۳۷ ] |
| ۲۲ سپتامبر | "ما هرگز به یکدیگر بازنمی‌گردیم" | تیلور سوئیفت               | [ ۳۸ ] |